# Sergueï Viatcheslavovitch Saveliev
 (août 2020).
Pour les articles homonymes, voir Saveliev.
Sergueï Viatcheslavovitch Saveliev (en russe : Серге́й Вячесла́вович Саве́льев ; né le 7 mars 1959 à Moscou en Union soviétique) est un scientifique russe, évolutionniste, paleoneurologue, docteur en sciences biologiques, professeur, chef du laboratoire de la système nerveux de l'Institut de la morphologie humaine de l'Académie des sciences de Russie, auteur de l'idée de tri cérébral.

## Biographie
Il est né à Moscou, diplômé de la Faculté de biologie et de chimie du MGZPI (maintenant  l'Université des sciences humaines de Moscou), a travaillé à l'Institut du cerveau de l'Académie des sciences médicales de l'URSS, depuis 1984 à l'Institut de la morphologie humaine de l'Académie russe des sciences médicales. Le photographe, qui a été récompensé par une médaille de bronze, d'argent et d'or de l'Union créatrice des artistes de la Russie,. L'auteur de l'idée de tri cérébral.

## Activités scientifiques
Depuis plus de 30 ans, Sergueï Saveliev mène des recherches dans le domaine de la morphologie et de l'évolution du cerveau. L'auteur de plus de 10 livres, 100 articles scientifiques et le premier Atlas stéréoscopique du cerveau humain, qui a reçu le prix de V.N. Chevkunenko de l'Académie russe des sciences médicales pour les meilleurs travaux scientifiques sur "Anatomie topographique et chirurgie opératoire" pour 2001.
Pendant de nombreuses années il a été engagés dans l'étude des pathologies fœtales du système nerveux et le développement de méthodes de diagnostic,.
Il a découvert les principes clés de l'apparition des anomalies de neurulation du développement du système nerveux de l'homme et les animaux.
Pour la première fois, il a examiné et photographié l'embryon humain de 11 jours.
Il établit avec précision aux jours les phases d'urgence dans la formation du système nerveux de l'embryon, conduisant à différentes pathologies du cerveau humain.
Il a étudié les mécanismes moléculaires de codage de l'information morphogénétique dans le système nerveux embryonnaire.
Il a créé et confirmé expérimentalement la théorie positionnelle du contrôle du développement embryonnaire précoce du cerveau des vertébrés, prouvant que dans les premiers stades de développement, il n'y a pas de détermination rigide génétique (le destin cellulaire est déterminée non par le génome, mais par interactions biomécaniques intercellulaires),.
En 2002, il a publié une monographie, illustrée avec des images originales d'embryons humains entiers dans les premiers jours après l'implantation et la période de neurulation.
Il  accorde une attention particulière à l'origine du système nerveux et de son évolution, introduit la théorie évolutionnaire des environnements transitoires comme une base pour le développement de modèles neurobiologiques de l'origine des chordés, protoaquatic vertébrés, les amphibiens, les reptiles, les oiseaux et les mammifères, a donné des exemples de l'utilisation des lois neurobiologiques pour la reconstruction des chemins d'évolution des vertébrés et des invertébrés.
Il a développé les principes de base de l'évolution adaptative du système nerveux et du comportement,.
Il a étudié les raisons et les régularités évolutives du développement du cerveau antérieur et du néocortex des mammifères.
Il a décrit les caractéristiques morphologiques et fonctionnelles de l'évolution précoce du cerveau des primates.
À partir de l'analyse de la structure du cerveau des hominidés, il a développé des hypothèses neurobiologiques de l'origine de la bipédie, du développement des centres de l'association et de la parole, établi des régularités neurobiologiques d'origine du cerveau de l'humain moderne.
Pendant de nombreuses années il est engagé dans la recherche dans le domaine de la paléoneurologie avec l'Institut de paléontologie de l'Académie des sciences de Russie.
En collaboration avec des scientifiques de l'Institut A.V. Lavrov (laboratoire de mammifères) et V.R. Alifanov (laboratoire de paléoherpépologie), il a établi les principes de l'organisation du cerveau des dinosaures, creodontes et gienodontes.
Il a développé une hypothèse de l'origine des protoplumes à partir des appendices cutanés (d'écailles sétigeres) des dinosaures du Jurassique supérieur,.
En 2009, il a développé une méthode pour identifier les signes cachés de la schizophrénie basée sur la présence ou l'absence de pierres et de cavités vides dans l'épiphyse.
En 2013, il a dirigé le groupe de travail pour étudier le cerveau d'un mammouth, qui comprenait des employés de l'Institut de recherche de morphologie humaine de l'Académie russe des sciences médicales, l'Académie des sciences de Yakutsk et l'Institut de paléontologie de l'Académie russe des sciences.
Sous sa direction en 2014 a été créé le premier modèle tridimensionnel du cerveau d'un mammouth.
En 2014, il a dirigé l'expérience "Gecko-F4", dont le but était d'étudier l'effet de la microgravité sur le comportement sexuel, le corps des animaux adultes et le développement embryonnaire des geckos Phelsuma ornata dans deux mois l'expérience orbitale sur le satellite de recherche russe "Foton-M №4".
Sergueï Saveliev est l'auteur de l'idée de tri cérébrale - une méthode d'analyse des capacités humaines individuelles sur les structures du cerveau à travers le développement et l'application d'une tomographe haute résolution.
L'idée est basée sur ses nombreuses années d'expérience dans l'étude de la cytoarchitectonique du cortex cérébral, ainsi que des études sur la variabilité individuelle de l'architectonique et des structures cérébrales sous-corticales et la recherche des bases morphologiques des talents humains, tenue à l'Institut du cerveau de l'Académie des sciences médicales de l'URSS.